# オグ人
オグ人(エグン人)とは、ナイジェリア南西部のラゴスやオグン州に主に位置する民族である。オグ人は、ラゴス州における先住民の約15％を占めている他、TheviやXwela、SetoやToliなど、さまざまな方言を持っていることが特徴的である。 

## 起源
オグ人は、現在ベナン共和国として知られている、初期ダホメ王国の移民だった。口述歴史によると、オグ族はウィダー、アラダ、ウェメから移住した人々の子孫であるとされている。歴史学者のメサワクによると、オグ族は安全の確保を理由に早くも15世紀にはダホメ王国からバダグリに移住している。 

## 地理と人間
オグ人は、バダグリやオグン州のイエワ、イポキア地域に点在している他、ベナン共和国の一部地域にも確認される。オグ人の活動する地域は水に囲まれており、大多数は漁業やココナッツ加工、塩の生産、一部のオグ人は貿易や農業を生業としている。大多数のオグ人が特定宗教の信者であるが、ザンベト(夜の男)信仰など、独自の伝統も強く信仰している。
ヨルバ人との類似点も多くみられる。これは、17〜18世紀にダホメ王国がオヨ王国の支配下にあったことを理由に、両部族間の関係を強化したことが原因としてあげられる。